# 1857 års firman
1857 års firman var ett kejserligt firman (dekret) utfärdat av sultan Abd ül-Mecid I av Osmanska riket år 1857.
Dekretet följde på 1854 års firman. Britterna drev länge en utrikespolitisk policy av diplomatiska påtryckningar mot Osmanska riket att motarbeta slaveri och slavhandel. 
Dekretet förbjöd handeln med afrikanska slavar till Osmanska riket, men förbudet inkluderade inga straff för lagbrottet. Det utfärdades av diplomatiska skäl och tillämpades inte i praktiken. 